# Torriglia
Torriglia (ligur nyelven Torìggia) település Olaszországban, Liguria régióban, Genova megyében. Lakosainak száma 2223 fő (2023. január 1.). Torriglia Davagna, Lorsica, Lumarzo, Mocònesi, Montebruno, Montoggio, Neirone, Propata, Rondanina és Valbrevenna községekkel határos.

## Népesség
A település lakossága az elmúlt években az alábbi módon változott:
| Lakosok száma | 2297 | 2270 | 2223 |
|               | 2017 | 2018 | 2023 |